# Charles Moore (atleta)
Charles Hewes Moore Jr. (Coatesville, 12 de agosto de 1929 – 8 de outubro de 2020) foi um velocista, barreirista e campeão olímpico norte-americano.
Vencedor de quatro títulos nacionais da National Collegiate Athletic Association (NCAA) nas 440 jardas e nas 220 jardas com barreiras e de seis títulos na Amateur Athletic Union (AAU) nos 400 m c/ barreiras enquanto aluno da Universidade Cornell, conquistou a medalha de ouro em Helsinque 1952 nos 400 m c/ barreiras, com a marca de 50s8, novo recorde olímpico, correndo numa pista molhada. Também integrou o revezamento 4x400 m com Malvin Whitfield, Gerrard Cole e Ollie Matson, que ganhou a medalha de prata.
Sem nunca ter perdido uma única prova nos 400 m c/ barreira em toda sua carreira, ele também inovou na prova, trocando as tradicionais 15 passadas entre as barreiras por 13 mais longas, que permitiam uma maior fluidez de movimentos, força e velocidade.
Sempre ligado ao esporte mesmo depois de abandonar as pistas, foi diretor do Comitê Olímpico dos Estados Unidos entre 1992 e 2000 e posteriormente governador do National Art Museum of Sport.
Morreu em 8 de outubro de 2020, aos 91 anos, em decorrência de um câncer do pâncreas.